# 今松治郎
今松 治郎（いままつ じろう、1898年7月25日 - 1967年10月14日）は、日本の内務官僚、政治家。総理府総務長官（初代）、衆議院議員（5期、自由民主党）。

## 来歴・人物
愛媛県北宇和郡二名村（現宇和島市）出身。1922年、東京帝国大学法学部法律学科（仏法）を卒業後、内務省に入省。主に警察畑を歩み、1940年、和歌山県知事、1943年、静岡県知事となる。戦後は公職追放（1946年 - 1951年）を経て、1952年の第25回衆議院議員総選挙で旧愛媛3区から当選する。1957年第1次岸内閣で初代の総理府総務長官に就任した。
岸信介につき、1962年の岸派分裂後も最後まで岸派に残った。
1967年10月14日、死去した。69歳没。同月16日、特旨を以て位一級を追陞され、死没日付をもって正四位勲三等から従三位勲二等に叙され、旭日重光章を追贈された。
元内閣総理大臣の森喜朗は元秘書である。森を今松の後継者として愛媛から1969年の衆院選に出そうという動きがあったが、森は結局地元の旧石川1区で立候補した。その際、森は自民党からの公認を得られていなかったにもかかわらず、岸の秘書中村長芳に応援を要請。岸は、森が今松の元秘書と知り、地元の小松市に行き応援演説を行った。この選挙で森は初当選を果たした。
1970年4月に胸像が建立された。